# Atractosoma gibberosum
Atractosoma gibberosum är en mångfotingart som beskrevs av Karl Wilhelm Verhoeff 1900. Atractosoma gibberosum ingår i släktet Atractosoma och familjen knöldubbelfotingar. Inga underarter finns listade i Catalogue of Life.